# 金登海姆
金登海姆是德国莱茵兰-普法尔茨州的一个市镇。总面积8.96平方公里，总人口978人，其中男性500人，女性478人（2011年12月31日），人口密度109人/平方公里。